# Unsere kleine Schwester

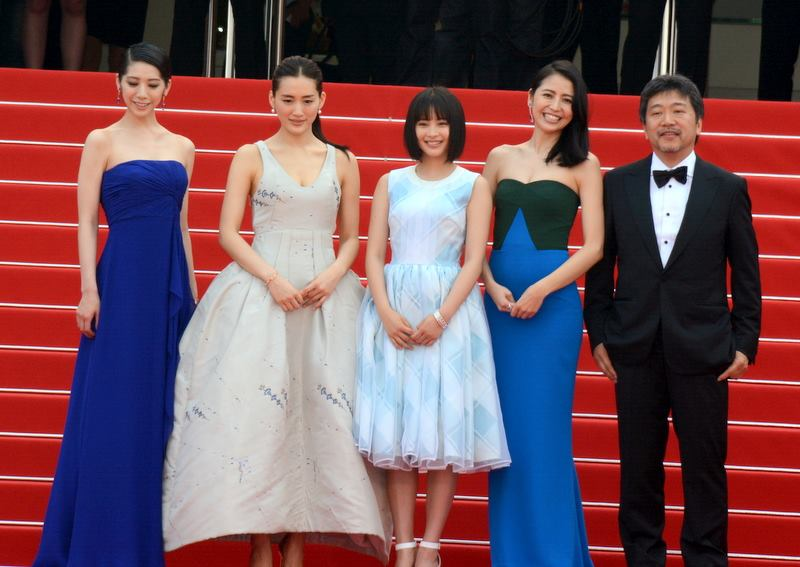
Cast & Crew beim Filmfestival in Cannes 2015

Unsere kleine Schwester (jap. 海街diary, Umimachi Diary, dt. „Meeresstadt-Tagebuch“) ist ein Filmdrama von Hirokazu Koreeda aus dem Jahr 2015. Der Film basiert auf der Manga-Serie Umimachi Diary von Akimi Yoshida. Er hatte seine Premiere im Wettbewerb der  Internationalen Filmfestspiele von Cannes 2015. Der Kinostart in Deutschland war am 17. Dezember 2015.

## Handlung
Die drei Schwestern Sachi, Yoshino und Chika Koda leben in Kamakura, einem beschaulichen Küstenort unweit der japanischen Hauptstadt Tokio, im alten Haus ihrer Großmutter. 15 Jahre, nachdem ihr Vater sich mit einer anderen Frau abgesetzt hatte, fahren sie auf dessen Beerdigung in eine entfernte Provinz Japans. Dort lernen sie auch ihre 13-jährige Halbschwester Suzu Asano kennen. Da Suzu nun ohne ihren Vater bei ihrer Stiefmutter und ihrem Stiefbruder lebt, bieten die drei Schwestern an, sie bei sich aufzunehmen. Anfangs etwas zögerlich, nimmt die schüchterne Suzu das Angebot schließlich dankend an. Als sie nach Kamakura zurückkehren, ist ihre Mutter jedoch wenig erfreut über den Neuankömmling, doch nach und nach festigen sich die Bande zwischen den vier jungen Frauen.

## Kritik
Der Filmdienst urteilt, der „stille, bedächtig inszenierte Familien- und Frauenfilm“ beobachtet „einfühlsam […] das Zusammenleben der Geschwister, die nach und nach zueinander und zu sich selbst finden“. Dabei legt er „großen Wert auf die Darstellung von Alltagsritualen, in denen sich die Schönheit und das Glück des Daseins manifestieren“. Im Fazit heißt es, der Film sei eine „lyrische, in ihrer stillen Beiläufigkeit tief berührende Meditation über den Kreislauf des Lebens“.

## Auszeichnungen
Der Film erhielt zahlreiche Festivaleinladungen und Auszeichnungen, darunter fünf Preise bei den Japanese Academy Awards 2016 (bester Film, beste Regie, beste Kamera, bestes Licht und beste Newcomerin für Suzu Hirose). Hirose gewann außerdem bei den Hochi Film Awards 2015 und den Nikkan Sports Film Awards jeweils als bestes Nachwuchstalent. Der Film gewann zudem den Publikumspreis 2015 in San Sebastián.